# Tygh Valley
Tygh Valley az Amerikai Egyesült Államok északnyugati részén, Oregon állam Wasco megyéjében, a U.S. Route 197 és az Oregon Route 216 csomópontjában elhelyezkedő statisztikai település. A 2020. évi népszámlálási adatok alapján 236 lakosa van.
Nevét a teninó indiánok felső-deschutesi törzséről (saját nyelvükön tygh, illetve taih vagy tyigh) kapta.

## Éghajlat
| Hónap                         | Jan.  | Feb.  | Már.  | Ápr. | Máj. | Jún. | Júl. | Aug. | Szep. | Okt.  | Nov.  | Dec.  | Év    |
| ----------------------------- | ----- | ----- | ----- | ---- | ---- | ---- | ---- | ---- | ----- | ----- | ----- | ----- | ----- |
| Rekord max. hőmérséklet (°C)  | 21,0  | 23,0  | 27,0  | 32,0 | 39,0 | 41,0 | 43,0 | 43,0 | 39,0  | 33,0  | 24,0  | 19,0  | 43,0  |
| Átlagos max. hőmérséklet (°C) | 5,0   | 8,0   | 13,0  | 17,0 | 22,0 | 26,0 | 30,0 | 30,0 | 26,0  | 18,0  | 9,0   | 4,0   | 17,4  |
| Átlagos min. hőmérséklet (°C) | −3,0  | −2,0  | 0,0   | 2,0  | 4,0  | 7,0  | 10,0 | 10,0 | 7,0   | 3,0   | 0,0   | −3,0  | 2,9   |
| Rekord min. hőmérséklet (°C)  | −32,0 | −33,0 | −15,0 | −8,0 | −6,0 | −3,0 | 1,0  | 0,0  | −4,0  | −13,0 | −24,0 | −28,0 | −33,0 |
| Átl. csapadékmennyiség (mm)   | 5     | 4     | 3     | 2    | 2    | 2    | 1    | 1    | 1     | 2     | 5     | 5     | 33    |
| Forrás: The Weather Channel   |       |       |       |      |      |      |      |      |       |       |       |       |       |

## Népesség
A település népességének változása:
| Lakosok száma | 224  | 206  | 236  |
|               | 2000 | 2010 | 2020 |

## Fordítás
- Ez a szócikk részben vagy egészben  a   Tygh Valley, Oregon című angol Wikipédia-szócikk ezen változatának fordításán alapul.  Az eredeti cikk szerkesztőit annak laptörténete sorolja fel. Ez a jelzés csupán a megfogalmazás eredetét és a szerzői jogokat jelzi, nem szolgál a cikkben szereplő információk forrásmegjelöléseként.